# Joey Batey
Joey Batey, né le 1er janvier 1989 à Newcastle, est un acteur, chanteur et musicien britannique. Il est principalement connu pour son interprétation de Jaskier dans la série The Witcher.

## Biographie
Joey Batey étudie au Robinson College à l'Université de Cambridge. Il suit également le cursus de l'École internationale de théâtre Jacques-Lecoq à Paris et passe l'année scolaire 2005-2006 en immersion dans une classe de la série littéraire du lycée Paul Hazard à Armentières (59).
En 2013, il fait ses débuts dans un téléfilm, Murder on the Home Front, réalisé par Geoffrey Sax. En 2014, il apparaît au cinéma dans The Riot Club de Lone Scherfig. En 2017, Paul McGuigan le choisit pour interpréter Eddie dans Film Stars Don't Die in Liverpool.
Il joue parallèlement des séries télévisées britanniques : C.B. Strike (2017), In the Dark (2017), Knightfall (2017). Depuis 2019, il interprète le barde Jaskier dans l'adaptation télévisée des romans d'Andrzej Sapkowski, The Witcher, dans laquelle il chante lui-même les chansons de son personnage.
Il chante, joue de la guitare et compose pour le groupe d'indie folk The Amazing Devil. Leur dernier album, Ruin, est sorti le 31 octobre 2021.

## Filmographie

### Cinéma
- 2014 : The Riot Club : Désireux Chap
- 2016 : Bloody Cakes : Colin Montcrawknox (inédit)
- 2017 : Film Stars Don't Die in Liverpool : Eddie (non crédité)
- 2025 : The Witcher : Les Sirènes des abysses : Jaskier (voix)

### Télévision

#### Téléfilms
- 2013 : Murder on the Home Front : Gamelle

#### Séries télévisées
- 2013 : The White Queen : Edward de Lancaster
- 2013 : Whitechapel : Gavin Redman
- 2016 : Mount Pleasant : Gaufre
- 2017 : In the Dark (en) : Shelley (2 épisodes)
- 2017 : C.B. Strike : Al Rokeby
- 2017-2018 : Knightfall : Pierre
- 2018 : Shakespeare & Hathaway: Private Investigators (en) : Callum Ballimore
- 2018 : Lucky Man : Bobby Hayes (3.2)
- 2019 : La Guerre des mondes : Henderson
- depuis 2019 : The Witcher : Jaskier
- 2022 : The Witcher: Blood Origin : Jaskier